# Ilona Burgrová
Ilona Burgrová (* 15. března 1984 Hradec Králové) je česká basketbalistka hrající na pozici pivota. Na začátku 21. století působila v klubech Loko Trutnov a Sokol Hradec Králové (celkem čtyři sezóny v lize), mezi lety 2004 a 2008 studovala na univerzitě v Jižní Karolíně a zároveň hrála za místní basketbalový klub v univerzitní lize NCAA. V sezónách 2009/2010 a 2010/2011 působila ve francouzském Bourges v klubu CJM Bourges Basket. Na konci května 2011 podepsala dvouletou smlouvu s klubem ZVVZ USK Praha, se kterým získala hned v sezoně 2011/2012 titul mistryň republiky.
Na juniorských mistrovstvích Evropy získala s českým reprezentačním družstvem bronzové medaile v letech 2002 (do 18 let) a 2004 (do 20 let). Se seniorskou reprezentací vybojovala na domácím mistrovství světa 2010 stříbrné medaile, na mistrovství Evropy 2011 skončil český tým na 4. místě. Startovala též na Letních olympijských hrách 2012, kde se Češky umístily na sedmé příčce.
V březnu 2021 se stala předsedkyní Komise rovných příležitostí ve sportu Českého olympijského výboru.
Měří 195 cm a na MS 2010 nosila dres s číslem 8.